# Marius Vivier-Merle
Pour les articles homonymes, voir Vivier-Merle.
Marius Vivier-Merle, né le 18 juillet 1890 à Légny dans le Rhône et mort le 26 mai 1944 à Lyon (lors du bombardement de Lyon), est un résistant français et un syndicaliste de la CGT.

## Biographie
Marius Vivier-Merle est le secrétaire de l'Union des Syndicats ouvriers CGT du Rhône dont la dernière réunion, le 1er mai 1941 se tient non loin du boulevard qui porte aujourd'hui son nom, à la Bourse du Travail.
Contre le régime de Vichy, il s'active également pour faire exister la CGT dans la clandestinité ; dès le 26 août 1940, il participe à Sète à une réunion de militants CGT contre Pétain. De 1941 à 1944, il appartient au mouvement de Résistance Libération. Il est également membre du réseau Phalanx.
Il disparaît en mai 1944 dans les bombardements de la ville de Lyon : son corps n'a jamais été retrouvé.

## Hommages
Il est chevalier de l'Ordre du Mérite social et titulaire de la médaille de la Résistance française.
Le boulevard Vivier-Merle à Lyon, lui rend hommage et par extension, la station Gare Part-Dieu - Vivier Merle également. Enfin, la sortie de la gare de Lyon-Part-Dieu, située place Charles-Béraudier, se nomme « Sortie Vivier-Merle »